# サマータイムレンダ Another Horizon
『サマータイムレンダ Another Horizon』（サマータイムレンダ アナザーホライズン）は、MAGES.より2023年1月26日に発売のアドベンチャーゲーム。田中靖規の漫画『サマータイムレンダ』のゲーム化作品。

## 概要
マンガアプリ「少年ジャンプ＋」で連載、テレビアニメ化された青春SFストーリー『サマータイムレンダ』を原作としたテキストアドベンチャーゲームで、アニメを追体験するメインストーリーに加え、6つのオリジナルストーリーとエンディングがある。原作者である田中靖規デザインの新キャラクターで、主人公：網代慎平の小学校の同級生でありアイドルの「小弓場かおり」も登場する。
原作者の田中はインタビューで「漫画だと潮ルートしか描けないので、ifルートこそゲーム化の楽しみだと思っている。」と語っている。

## ゲームシステム
原作の特徴であるタイムリープを繰り返しミステリーを解いていく。分岐には「TIPS分岐」と「アクション分岐」があり、ひとつは会話などで得られる情報「TIPS」の中にたまにある「キーTIPS」で分岐する。「キーTIPS」を所持しているとストーリー展開が自動で変化、または新たな選択肢が解放される。「TIPS」には登場人物の背景や事件の謎を解くヒント、ミステリー用語など多岐にわたる情報が網羅されている。タイムリープで何度もループしてる事をわかりやすく表現するため、ストーリーを俯瞰した「フローチャート」があり、未取得の「TIPS」がストーリーのどのあたりにあるか確認することが可能。未取得の「TIPS」があるポイントからプレイを再開することもできるが、フローチャートでやり直せるポイントはある程度決まっている。分岐にはもうひとつ、主にバトルシーンで出現する「アクション分岐」があり、3つの行動（2つの場合もある）から選択し進行する。
6つのルートには、小舟 潮、小舟 澪、南方 ひづる、菱形 朱鷺子、凸村 哲、小弓場 かおりの各キャラクター視点のルートがある。

## あらすじ
両親を亡くして以来、網代慎平は潮と澪という姉妹がいる小船家で暮らしていた。慎平は東京の調理師専門学校に通うため故郷の和歌山市日都ヶ島を離れるが、少女を救助中に潮が溺死するという訃報により帰郷する。葬儀の最中、友人の菱形窓から潮の首にあざがあったと聞き他殺を疑う。島には古くから伝わる「自分と同じ姿の『影』を見たものは死ぬ。」という「影の病」の伝承があり、澪によると潮はその『影』を見ていたという。葬儀の翌日、慎平は澪の影であるミオに頭を撃ち抜かれ死んでしまう。が、なぜか次の瞬間には過去に戻っており、帰郷の際に乗船したフェリーにタイムリープしていた。2度タイムリープした慎平は未来に起こる事件を防ごうと窓と情報を共有し、「影の病」のお祓いをする日都神社の宮司に話を聞くため、日都ヶ島夏祭りへ出かける。祭りの会場で見慣れた人を追いかけ浜辺まで来ると、死んだはずの潮が立っていたがそれは潮の『影』だった。

## 登場人物
ゲーム公式サイトより
網代 慎平（あじろ しんぺい） 声 - 花江夏樹 
本作の主人公で18歳。幼少期に父母を亡くし小舟家で世話になる。状況を俯瞰して見る癖があり、物語中では時間を遡るタイムリープの力がある。
小舟 潮（こふね うしお） 声 - 永瀬アンナ
慎平と同学年で義理の兄妹にあたる。父親はフランス人で金髪や白い肌は父親譲り、短気で勝ち気な性格。小早川しおりを救助する際に溺死している。
小舟 澪（こふね みお） 声 - 白砂沙帆
潮の妹で優しい心の持ち主。潮の死で傷心しているが、元気に振る舞う。
南方 ひづる（みなかた ひづる） 声 - 日笠陽子
小説家でペンネームは南雲竜之介。双子の弟の死が起因で故郷を後にしていたが、とある事がきっかけで日都ヶ島に帰郷する。
菱形 窓（ひしがた そう） 声 - 小野賢章
慎平の幼なじみの友人で、菱形医院の跡取りでもある。正義心が強く、小舟澪に好意を抱いてる。
菱形 朱鷺子（ひしがた ときこ） 声 - 河瀬茉希
窓の妹であり澪の友人。物腰が柔らかいが、兄の窓には強くあたる。
凸村 哲（とつむら てつ） 声 - 上田燿司
日都ヶ島の駐在官。島民から好かれているが、少々だらしない所がある。
根津 銀次郎（ねず ぎんじろう） 声 - 浦山迅
日都ヶ島在住の猟師で、寡黙で強面なため近寄りがたいが、害獣やマムシ駆除するなど陰ながら島の安全を守っている。
ハイネ 声 - 久野美咲
『影』から「オカアサン」と呼ばれている謎多き少女。
小弓場かおり（こゆば かおり） 声 - 小倉唯
有名なアイドルで、幼少期は日都ヶ島で暮らしており、親の仕事で東京へ引っ越した。久しぶりに帰郷している。
小舟 アラン（こふね アラン） 声 - 玄田哲章
フランス人で潮と澪の実父であり慎平の育ての親。洋食屋のコフネを営む。
雁切 真砂人（かりきり まさひと） 声 - 小西克幸
日都神社の官司。話し好きでゲーム好き。
菱形 青銅（ひしがた せいどう） 声 - 大塚明夫
菱形医院の院長で、窓と朱鷺子の実父。
小早川 しおり（こばやかわ しおり） 声 - 釘宮理恵
日都ヶ島の小学生で、溺れている所を潮に助けられるが、ショックで声が出ない。
南方 竜之介（みなかた りゅうのすけ） 声 - 三瓶由布子
ひづるの双子の弟。14年前タカノス山で死体で発見された。

## 主題歌
オープニングテーマ「燈火（とうか）」
歌：亜咲花、作詞：月丘りあ子、作曲：三宅仁、編曲：御子柴葵
エンディングテーマ「さかいめだらけ」
歌：cadode、作詞：koshi、作曲・編曲：eba